# Лангуст (ППА)
Пілотований підводний апарат (ППА) «Лангуст» — головний ППА другого покоління типу «Омар», призначений для підводних досліджень і виконання підводних технічних робіт.робіт.   
| Лангуст | Лангуст                                                                                                 | Лангуст                                                                                                 |
| --- | --- | --- |
| | | |
| | | |
| | | |
| Верф | ОКБ СТС м.Москва                                                                                        | ОКБ СТС м.Москва                                                                                        |
| Замовлення | Міністерство рибного господарства СРСР                                                                  | Міністерство рибного господарства СРСР                                                                  |
| Переданий | 12.1987 р.                                                                                              | 12.1987 р.                                                                                              |
| Проєкт | | |
| Розробник проєкту                                                                                                 | ОКБ СТС м.Москва                                                                                        | ОКБ СТС м.Москва                                                                                        |
| Основні характеристики                                                                                            | | |
| Швидкість (підводна)                                                                                              | Максимальна — 2 вуз, економічна —1 вуз                                                                  | Максимальна — 2 вуз, економічна —1 вуз                                                                  |
| Робоча глибина занурення                                                                                          | 540 | 540 |
| Дальність плавання                                                                                                | 6 миль                                                                                                  | 6 миль                                                                                                  |
| Автономність плавання                                                                                             | Робоча — 6,5 год, аварійна — 72 год                                                                     | Робоча — 6,5 год, аварійна — 72 год                                                                     |
| Екіпаж | 3 особи                                                                                                 | 3 особи                                                                                                 |
| Розміри | | |
| Довжина найбільша (по КВЛ)                                                                                        | 5,6 м.                                                                                                  | 5,6 м.                                                                                                  |
| Ширина корпусу найб.                                                                                              | 2,5 м.                                                                                                  | 2,5 м.                                                                                                  |
| Висота | 3,5 м.                                                                                                  | 3,5 м.                                                                                                  |
| Водотоннажність підводна                                                                                          | 9,5 т.                                                                                                  | 9,5 т.                                                                                                  |
| Силова установка                                                                                                  | | |
| Свинцево—кислотні акумуляторні батареї: дві основні енегоємністю по 22,4 кВт*год і дві автоматики по 11,2 кВт*год | | |
| Рухова установка                                                                                                  | Електрогідравлічна                                                                                      | Електрогідравлічна                                                                                      |
| Гвинти | Два маршових ГФК в поворотних насадках; два ГФК вертикального переміщення, два ГФК лагового переміщення | Два маршових ГФК в поворотних насадках; два ГФК вертикального переміщення, два ГФК лагового переміщення |
| Озброєння | | |

## Історія
У 1970-х роках Міністерство рибного господарства СРСР замовило Міністерству суднобудівної промисловості СРСР побудову двох підводних лабораторій (ПЛБ) «Бентос-300». Виконання замовлення доручили Ленінградському адміралтейському об’єднанню (ЛАО). Конструкція ПЛБ "Бентос-300" включала спостережно-рятувальну рубку сферичної форми.Загалом Міністерство рибного господарства СРСР замовило шість таких корпусів: два використали для ПЛБ «Бентос-300» № 1 і № 2, один — як міцний корпус ППА «Оса-3-600», ще два — як міцні корпуси для ППА типу «Омар»: дослідного апарата «Омар» і головного — «Лангуст».
ППА проєкту "Омар" призначалися для:
- вивчення розподілу та поведінки риб, ракоподібних і молюсків;
- оцінювання біомаси донних водоростей і запасів промислових гідробіонтів;
- вивчення планктону та звукорозсіювальних шарів (ЗРШ);
- відбору проб ґрунту, молюсків та інших об’єктів бентосу;
- вивчення ландшафтних характеристик морського дна;
- пошуку і визначення запасів мінеральних ресурсів;
- візуального обстеження та оцінки технічного стану бурових платформ і установок, трубопроводів (газо- та нафтопроводів), глибоководних водовипусків і підводних кабелів зв’язку;
- виявлення, обстеження та підйому затонулих об’єктів;
- здійснення геоекологічного моніторингу та досліджень;
- підводного туризму та підводної археології;
- проведення відео- і фотозйомки дослідних об’єктів.[2]

Технічне завдання на побудову ППА типу «Омар» було складене таким чином, щоб його габарити дозволяли експлуатацію з борту суден-носіїв апаратів типу «Сєвєр-2» і «ТІНРО-2» — науково-пошукових суден (НПС) проєкту 399Б типу «Одісей» та рибопошукових суден (РПС) проєкту 1539 типу «Гідронавт».
В ОКБ СТС (рос. Опытное Конструкторское Бюро Специальных Технических Средств) у місті Москва розробили проєкт пілотованого підводного апарата другого покоління «Омар».
У 1986 році був побудований дослідний ППА цього проєкту — «Омар», а в 1987 році — головний ППА під назвою «Лангуст». У грудні 1987 року ППА "Лангуст" передали на баланс Севастопольської Бази спеціального експериментального флоту і підводних апаратів (Бази«Гідронавт»).
У 1987—1991 роках ППА працював на полігоні з борту судна-носія. Було виконано понад 500 занурень загальною тривалістю понад 2000 годин.
У 1991–2013 роках ППА працював у Чорному морі. Роботи виконувалися без судна-носія, апарат буксирували до місця робіт протягом 4–6 годин.
За весь час експлуатації ППА «Лангуст» забезпечив пошук і підйом 30 виробів.

Історична довідка.

Власниками ППА «Лангуст» після реорганізацій ставали правонаступники Бази "Гідронавт":
- з 1 липня 1991 року — Науково-виробниче об’єднання (НВО) «Мариекопром» Міністерства рибного господарства СРСР;

- з 14 жовтня 1991 року — НВО "Мариекопром" Інституту нових фізичних і прикладних проблем АН України;
- з 18 січня 1995 року — НВО "Мариекопром" Морського гідрофізичного інституту НАН України;
- з 10 серпня 1998 року — Державне науково-виробниче підприємство «Морські технології» Морського гідрофізичного інституту НАН України.

У 2002 році організацію штучно оголосили банкрутом і ліквідували. ППА «Лангуст» передали на баланс Науково-дослідного центру Збройних Сил України «Державний океанаріум».
У період з 2002 по 2013 рік ППА «Лангуст» у складі Державного океанаріуму виконував роботи з пошуку та підйому різних виробів на морських полігонах Чорного моря, здійснюючи занурення в інтересах Військово-Морських Сил Збройних Сил України.
У 2005–2006 роках ППА «Лангуст» брав участь в експедиціях із пошуку затонулого у 1941 році біля порту Ялта санітарного транспорту «Армения», організованих Департаментом підводної спадщини Інституту археології Національної академії наук України. Пошуки здійснювалися з борту американського дослідного океанографічного судна "Endeavor", у яких також брав участь професор океанології Університету Рой-Айленда (США) Роберт Баллард.
У 2011 році під час штабних навчань Військово-Морських Сил Збройних Сил України «Адекватне реагування 2011» ППА «Лангуст» використовувався як умовний підводний човен противника.
У період з 1987 по 2013 рік екіпажами ППА «Лангуст» було виконано 703 занурення загальною тривалістю 3029 годин.
Після окупації Криму в 2014 році ППА «Лангуст» викрали і вивезли до країни—окупанта.

## Конструкція

### Корпус
Міцний корпус апарата має форму сфери із внутрішнім діаметром 2,3 м, товщиною корпуса 17 мм.  В міцний корпус вмонтовані 9 ілюмінаторів діаметром 200 мм і 6 ілюмінаторів діаметром 100 мм. Легкий корпус виготовлений зі склопластику.

### Системи і обладнання ППА

#### Навігаційне обладнання і зв'язок
Орієнтація в підводному положенні забезпечується точною курсовою системою, глибиноміром, ехолотом і системою наведення на раніше встановлений гідроакустичний маяк–відповідач. Спостереження за місцезнаходженням ППА провадиться гідроакустичними засобами судна-носія: пеленгуванням встановленого на ППА гідроакустичного маяка, веденням на планшеті шляху руху ППА, а в разі необхідності — візуальним спостереженням за буєм, який буксирується підводним апаратом.
Під час роботи під водою постійно підтримується двосторонній звукопідводний зв’язок, а в надводному положенні для радіозв’язку із судном-носієм установлена радіостанція ультракоротких хвиль «Причал».

#### Система занурення—спливання
Система занурення–спливання складається з двох цистерн головного баласту (ЦГБ) та однієї вирівнювально-диферентної цистерни.
ЦГБ розміщені по бортам і є шпигатного типу. Клапани вентиляції встановлені всередині апарата. При зануренні цистерни заповнюються водою самопливом через шпигати, коли відкриваються клапани вентиляції, і повітря з цистерн через них видаляється в атмосферу. При спливанні здійснюється продування ЦГБ повітрям високого тиску, яке зберігається в балонах поза міцним корпусом.
Вирівнювально-диферентна цистерна призначена для досягнення нульової плавучості апарата. Для приймання та відкачування забортної води служить водяний насос із гідравлічним приводом.

#### Рушійно—стерновий комплекс
Використання ППА за призначенням допускається при хвилюванні моря до 4 балів.
ППА має високі маневрові якості, які забезпечуються наявністю двох маршових гвинтів фіксованого кроку (ГФК) у кормі, що дозволяють виконувати горизонтальне переміщення; двох ГФК лагового переміщення, які забезпечують лагове переміщення і повороти в горизонтальній площині; та двох ГФК вертикального переміщення для маневрування у вертикальній площині. Шість рушіїв дають змогу ППА здійснювати горизонтальне переміщення в будь-якому напрямку, зокрема, рухатися лагом, виконувати розвороти на місці, зависати над досліджуваним об'єктом у всьому діапазоні робочих глибин, здійснювати рух по вертикалі та рухатися вздовж дна, огинаючи його рельєф, а також передбачена можливість посадки ППА на ґрунт з ухилом до 20°. Управління виконується з двох пультів керування капітаном ППА.

#### Система стисненого повітря
Складається з балонів високого тиску, які розміщені зовні міцного корпусу і керуються клапанами, якими оперує капітан ППА. Джерелом стисненого повітря високого тиску 200 атм є балони високого тиску, які наповнюються компресором при перебуванні ППА на судні-носії чи береговій станції технічного обслуговування.

#### Система гідравліки
Весь комплект обладнання цієї системи розміщений поза міцним корпусом: насос гідравліки ГСР, пневмогідроакумулятор, гідроблок, системи трубопроводів, гідродвигуни маршових гвинтів, гвинтів вертикального переміщення, гвинтів лагового переміщення, а також водяний насос і виконавчі механізми маніпулятора та поворотних насадок маршових гвинтів. Система дозволяє додатково підключати забортне обладнання з гідроприводом на робочий тиск 50, 100 або 180 кгс/см².

#### Система вентиляції, контролю повітря та його регенерації
З моменту закриття люка підводного апарата екіпаж перебуває в міцному корпусі, де атмосферне повітря має відповідати складу звичайного повітря, придатного для дихання. У нормальних умовах на рівні моря вміст кисню в повітрі становить близько 21 %.. У разі зниження його концентрації до 19 % екіпаж активує систему регенерації повітря — спеціальну установку, що містить пластини, які поглинають оксид вуглецю та вуглекислий газ, одночасно виділяючи кисень. Кількість пластин забезпечує підтримання життєдіяльності двох гідронавтів протягом усього періоду аварійної автономності.
Контроль складу атмосферного повітря у міцному корпусі здійснюється за допомогою індикаторних трубок — вимірювальних приладів, наповнення яких змінює колір у присутності певних газів.
При збільшені температури всередині апарата для комфорту екіпажа використовується обдув з допомогою вентиляторів.

#### Науково—дослідне обладнання.
- Ілюмінатори для забортного спостереження: діаметром 200 мм — 9 одиниць, діаметром 100 мм — 6 одиниць;[2]
- Забортні світильники в кількості 10 одиниць;[2]
- Комплекс фотографування: два  імпульсні світильники спалаху «Бірюза» з лампами спалаху ИФК-2000. Вони вмикаються з одного пульта і мають синхроконтакт для фотографування;[2]
- Маніпулятор: 7 ступенів свободи;[2]
- Висувний контейнер для зібраних зразків матеріалів. Максимальна маса зразків — 200кг;[3]
- Можливість оснащення ППА додатковим обладнанням загальною масою 200 кг.[2]

#### Енергетична система.

##### Мережа  28 В силового обладнання
Основним джерелом живлення мережі є кислотні акумуляторні батареї (АБ), розміщені в двох контейнерах із розвантаженою від тиску конструкцією. Тиск всередині контейнера дорівнює забортному, тому корпус контейнера розвантажений від тиску. Це дозволяє виготовляти контейнери з нержавіючої сталі товщиною 2–3 мм. Вони встановлені в каркасі апарата під міцним корпусом. У кожному контейнері розміщено 56 акумуляторів СП-200 (ємністю 200 А·год). Вони зібрані в 4 групи по 14 одиниць, загальна напруга становить 28 В.
Усе силове електрообладнання — контактори, силові реле — розміщене зовні міцного корпусу в електричному блоці, корпус якого виготовлений з алюмінієвого сплаву та витримує забортний тиск. Від цієї мережі живиться силове обладнання: насос гідравліки, забортне освітлення, водяний насос.
Мережа дозволяє додатково підключати забортне обладнання з електроприводом на напругу 27 В постійного струму потужністю до 0,5 кВт.

##### Мережа  28 В автоматики
Основним джерелом живлення цієї мережі є кислотні акумуляторні батареї (АБ), розміщені в двох контейнерах. Вони мають таку ж конструкцію, що й контейнери силової мережі, але вдвічі менші — у них розміщено по 28 акумуляторів СП-200, з’єднаних у 2 групи по 14 елементів. Загальна напруга мережі становить 28 В. Від цієї мережі живляться радіонавігаційне обладнання, звукопідводний зв’язок, внутрішнє освітлення ППА та системи автоматичного керування.

### Аварійне обладнання

#### Аварійне обладнання у випадку неможливості спливання ППА
- Аварійний твердий баласт: виготовлений з масивних чавунних баластин у кількості двох одиниць. Вони встановлені в нижній частині ППА з обох бортів. Скидання твердого баласту з корпусу апарата здійснюється за допомогою піропатрона у випадку аварійної ситуації. Після скидання підводний апарат миттєво отримує позитивну плавучість.[8]
- Аварійний буй: звільняється екіпажем зсередини корпусу ППА, виринає на поверхню та подає радіо- й світловий проблисковий сигнал.

#### Протипожежне обладнання
У разі пожежі екіпаж вмикається в ізолюючі дихальні апарати, розраховані на 4-5 годин, і використовує вогнегасники. Цього часу достатньо для організації гасіння пожежі та спливання апарата на поверхню.

#### Обладнання для випадку покидання ППА в надводному положенні
Рятувальні жилети, згідно Конвенції SOLAS: розміщені біля кожного члена екіпажа.

## Екіпаж
Екіпаж ППА «Лангуст» під час занурення складається з трьох осіб — капітана та двох підводних дослідників.
Капітан відповідає за все технічне забезпечення занурення, контролює параметри роботи всіх систем і механізмів, а також здійснює операції з відходу від судна-носія, занурення, виходу до місця роботи та повернення до судна. Підводні дослідники виконують наукову програму: спостерігають, фотографують, займаються кінозйомкою та записують свої спостереження на магнітофон.
Згідно з правилами підготовки, стажування і призначення на посади гідронавтів, кандидатами в гідронавти могли стати особи чоловічої статі віком до 35 років, які мали вищу технічну або середню спеціальну освіту, стаж роботи за спеціальністю щонайменше два роки та досвід плавання на морських суднах щонайменше 1 рік. За станом здоров’я вони повинні були відповідати вимогам, установленим для водолазів. Кожен кандидат проходив медичну комісію.
Підготовка гідронавтів здійснювалася відповідно до програми, розробленої та затвердженої міністерством, і поділялася на чотири етапи:
1-й етап — теоретичні заняття з предметів програми протягом усього курсу навчання;
2-й етап — практичні заняття з предметів програми, включаючи відпрацювання операцій з управління підводним апаратом біля пірса та в морі;
3-й етап — після завершення курсу навчання: іспити та заліки з усіх предметів програми;
4-й етап — стажування слухачів, які успішно склали іспити та заліки, на ППА або ПЛБ.
Багаторічний досвід показав, що для підготовки висококваліфікованого капітана (гідронавта 1 класу) необхідно 3–5 років.
Капітанами-наставниками на ППА «Лангуст» упродовж 1987—2013 років працювали гідронавти 1-го класу: М. Цебрик, І. Аврашов. Капітанами апарата були гідронавти 1-го класу: В. Захаров, Ю. Тараненко, О. Древетняк, Г. Бєльников, Г. Люлька.
У складі екіпажу працювали гідронавти Є. Стеблянко та С. Омельченко.

## Твори чи публікації
- Документальний фільм "Гидронавты"/Реж. С.Хейфец,  ЦСДФ, 1990 р,— https://www.youtube.com/watch?v=zc0BqF7ADuY
- Документальний фільм "Подводные аппараты Базы "Гидронавт"/реж. С.Хейфец, к/ст. "Москва", 1991 р —. https://www.youtube.com/watch?v=RP5_ITtvUmY
- Журнал «Геологія і корисні копалини Світового океану», 2006 р., випуск №2, стор. 122-132  https://cyberleninka.ru/article/n/pidvodniy-naukovo-doslidniy-flot-ukrayini/viewer
- Журнал "Підводні дослідження: Археологія, Історія, Дайвінг", 2011 р., випуск №3, стор. 31-52  https://nasplib.isofts.kiev.ua/server/api/core/bitstreams/980c6e1d-7f25-4a98-8bfd-10a11506bb78/content